# Балканска перестројка
„Балканска перестројка“ је југословенски филм из 1990. године. Режирао га је Вук Бабић, а сценарио су писали Дејан Ђурковић и Бранислав Нушић

## Улоге
| Глумац                 | Улога            |
| ---------------------- | ---------------- |
| Јасмина Аврамовић      | Клара            |
| Драгомир Бојанић Гидра | Живота Цвијовић  |
| Петар Божовић          | Благоје          |
| Зоран Цвијановић       | Велимир Павловић |
| Светислав Гонцић       | Милиционер       |
| Георги Калојанчев      | Др. Рајсер       |
| Петар Краљ             |                  |
| Бранислав Лечић        | Милорад Цвијовић |
| Жика Миленковић        | Милиционер       |
| Бранко Милићевић       | Друг Спасојевић  |
| Јелисавета Саблић      | Другарица Протић |
| Маја Сабљић            | Секретарица      |
| Соња Савић             | Славка           |
| Семка Соколовић-Берток | Другарица Драга  |
| Радмила Живковић       | Мара             |